# 屠牛广场

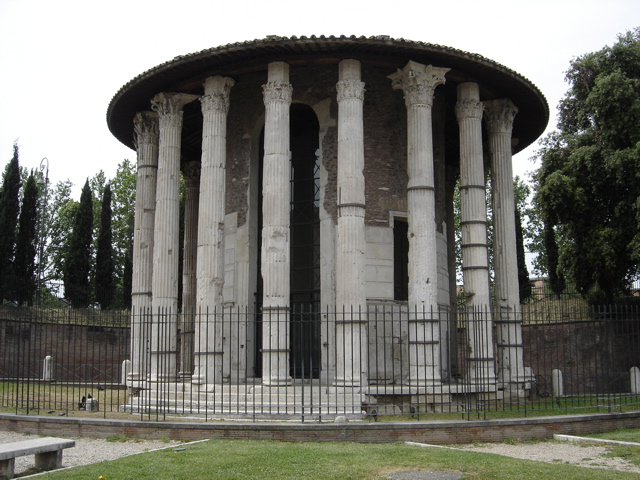
胜利者海克力斯神庙

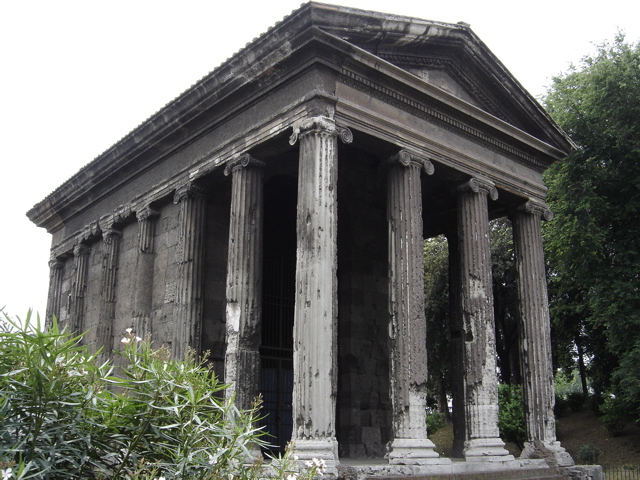
波图努斯神庙

屠牛广场（義大利語：Foro Boario）是古罗马的牛市场，也是最古老的广场。它位于卡比托利欧山、帕拉提诺山和阿文提诺山之间，靠近台伯河的平坦地带，台伯河上的第一座桥梁在此建造。屠牛广场是罗马最主要的港口（Port Tibernius），商业繁盛。 
屠牛广场是公元前264年罗马第一次举行角斗比赛的地点（在贵族丧葬仪式上，作为献给死者的礼物）。Decimus Junius Brutus Scaeva就在他父亲去世的仪式上安排三对奴隶作为角斗士格斗。
屠牛广场也是一个宗教中心，集中了胜利者海克力斯神庙, 波图努斯神庙, 以及公元前6世纪或5世纪的“海克力斯大祭坛”。 

## 建筑
胜利者海克力斯神庙 （海克力斯是橄榄贸易保护者），是一个圆形建筑，外围环绕着一个科林斯柱廊，兴建于公元前2世纪。这是罗马保存至今最早的大理石建筑。
波图努斯神庙是一个长方形建筑，周围是爱奥尼亚柱式的柱廊，兴建于公元前100年至公元前80年。
罗马帝国末期，该地区挤满了商店。后来这些神庙都改为基督教教堂。
街对面是希腊圣母堂，以真理之口著称。